# Kittlitz (Lauenburgo)
Kittlitz é um município da Alemanha, distrito de Lauenburgo, estado de Schleswig-Holstein.